# Teoria dels Tres Mons

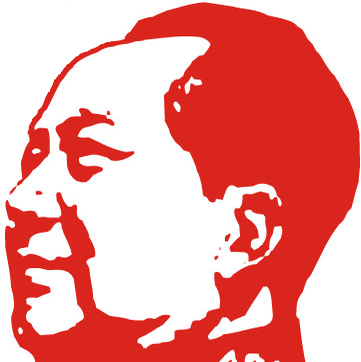
Mao Zedong.

La teoria dels Tres Mons (xinès simplificat: 三个世界的理论; ; pinyin: Sān gè Shìjiè de Lǐlùn), va ser una estratègia enunciada el febrer de 1974 per Mao Zedong que sostenia que la situació internacional estava fonamentada en tres blocs polítics i socioeconòmics:
1. Un Primer Món, el de les superpotències amb un enorme arsenal atòmic, en el qual estarien els Estats Units i l'URSS.
2. Un Segon Món integrat per països desenvolupats:Japó, els d'Europa, Canadà i nòrdics.
3. Un Tercer Món en el qual estarien compresos els països explotats. Els d'Àfrica, els d'Àsia (menys Japó) i Llatinoamèrica.

Va ser exposada a les Nacions Unides  per Deng Xiaoping  el 1974.
Mentre que el català del Rosselló Alfred Sauvy, el 1952, va utilitzar per primer cop, el terme Tercer Món (el dels països subdesenvolupats, explotats per un Primer Món, capitalista, i oblidat per un Segon Món, comunista) concepte que va tenir una enorme influència en la literatura política, econòmica i sociològica, la teoria de la divisió internacional de Mao, al començament, va aconseguir un gran impacte en els àmbits polítics d'arreu del món però de seguida es van originar controvèrsies ideològiques tant a Occident com en el camp dels denominats, pels maoistes, “revisionistes soviètics” i, fins i tot, entre els que manifestaven defensar el veritable marxisme-leninisme com Enver Hoxha antic aliat estalinista de la Xina en el conflicte contra els “socialimperialistes“ soviètics.
Amb el temps la consideració de la visió de Mao sobre les relacions internacionals i els blocs va perdre força. Actualment, és difícil trobar en els llibres d'història que tracten del període maoista alguna referència a la Teoria dels Tres Mons.